# البقعة الحمراء العظيمة

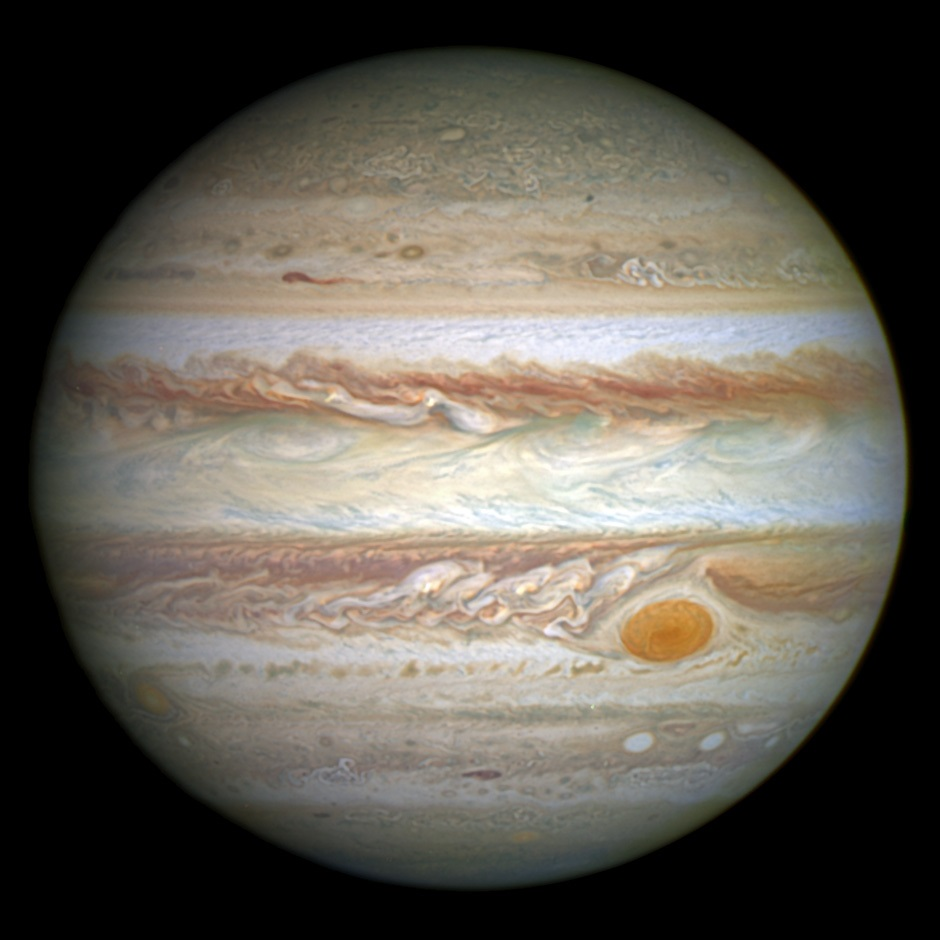
بُقعة المشتري الحمراء العظيمة

البقعة الحمراء العظيمة (بالإنجليزية: Great red spot)‏ هي أضخم إعصار في المجموعة الشمسية وتعتبر البقعة الحمراء العظيمة من أكثر ملامح المشتري شهرة، وهي عبارة عن إعصار مضاد مستمر يقع على 22 درجة جنوب خط الاستواء. ومن المعلوم أنه قد تم تمييز هذه البقعة منذ سنة 1831 وربما قبل ذلك في سنة 1665. وتشير بعض النماذج الرياضية إلى أن هذه العاصفة هي عاصفة مستمرة وسمة دائمة لهذا الكوكب. وبسبب كبر هذ العاصفة فيمكن مراقبتها من الأرض باستخدام مقراب بفوهة 14 سم أو أكبر.
شكل هذه البقعة على شكل قطع ناقص وتدور بعكس عقارب الساعة وتتم دورة كاملة كل ست أيام. وتبلغ أبعاد البقعة الحمراء العظيمة 24–40,000 كمX 12–14,000 كم، وبالتالي هي كبيرة بمافيه الكفاية لتستطيع أن تسع كوكبين أو ثلاث كواكب بقطر الأرض. ويبلغ أقصى ارتفاع للعاصفة 8كم فوق السحب المحيطة بها.
مثل هذه العواصف أمر شائع في الكواكب الغازية بسبب اضطرابات الغلاف الجوي، فيملك المشتري أيضاً بقعاً بيضاءَ وبقعاً أخرى بنية بيضوية الشكل أيضاً. وتميل البيضاء إلى أن تتواجد في السحب الباردة نسبياً في طبقات الغلاف الجوي العليا. أما البنية فهي أكثر حرارة وتتواجد ضمن طبقات الغيوم العادية. ويمكن أن تمتد هذه العواصف لعدة ساعات وحتى عدة قرون.
كانت هناك أدلة قوية على أن البقعة الحمراء هي عبارة عن عاصفة وليست من الملامح التضاريسية للكوكب وحتى قبل أن يثبت فوياجر أنها عاصفة. فهذه البقعة تدور بشكل تفاضلي بشكل يناسب دوران الغلاف الجوي الكلي، وأحياناً تكون أسرع وأخرى أبطأ. وقد تم رصد دورانها حول الكوكب خلال سجلات تأريخها العديد من المرات بالنسبة لأي ثابت تحتها.
رصد في سنة 2000 تغيرات في ملامح الغلاف الجوي في النصف الجنوبي من الكوكب، وكانت تشبه في المظهر البقعة الحمراء العظيمة لكنها أصغر منها. وقد نشأت هذه العاصفة من عدة عواصف بيضاء صغيرة، وقد لوحظت هذه العواصف سنة 1938. وقد دمجت هذه العواصف البيضاء بعاصفة واحدة وازدادت كثافتها وتغير لونها من الأبيض إلى الأحمر ويطلق عليها اسم البقعة الحمراء الصغيرة.
تقع البقعة على بُعد 500 مليون ميل تقريباً يبدو الغلاف الجوي لكوكب المشتري الهائل وكأنه مرجل مشتعل النشاط، حيث يحتوي على البرق، وأحزمة الغيوم المتعاكسة، والمئات من الأعاصير الدوارة التي تظهر في أشكال بيضاوية حمراء وبيضاء وبُنية، ولعل أضخم إعصار من بينها هو الإعصار المُضاد الأسطوري، الذي يسمى بالبقعة الحمراء العظيمة (GRS)، وهو في الواقع أضخم إعصار نعرفه في النظام الشمسي.
ويُعد ذلك الإعصار الواقع في النصف الجنوبي للمشترى أكبر من كوكب الأرض، وبداخله رياح تتحرك بسرعة هائلة تقدر بـ 500 ميل/الساعة. ومع أن خط طوله يتحرك تبعاً لنطاق الغلاف الجوي المحيط، إلا أن خط عرضه لا يزال ثابتاً، كما تُبين التسجيلات المستمرة له، ويرجح أنه تم رصده لأول مرة من قبل ليندر بانديوس (leander bandtius) عام 1632،وهو رئيس دير دينس بيرج (Dunisburgh). وفي عام 1664، قام الفيلسوف والمعماري متعدد الثقافات روبرت هوك (Robert Hooke)، برصد بقعة تحركت من الشرق إلى الغرب على الكوكب. وفي العام التالي، كان الفلكي والرياضي المهندس جيوفانى كاسينى (Giovanni Cassini) أول من أكد أنها بقعة دائمة.
قامت مركبة فوياجر الفضائية (Voyager) عام 1979، بقياس المحور الطولي لتلك البقعة، وقُدِرت بحوالي 14,500 ميل عرضاً، وبالعودة للقياسات التاريخية في أواخر القرن الثامن عشر فقد كان عرض البقعة على وشك الوصول إلى 25,500 ميل. حياة هابل الطويلة سمحت للفلكيين، بمراقبة نشاط الغلاف الجوي للمشتري فترة تُقارب العقدين. وفي دارسة قامت بها إيمي سايمون (Amy Simon)، من مركز جودارد للتحليق الفضائي التابع لناسا، تُبين قياسات هابل، أن ارتفاع البقعة الحمراء العظيمة من قمتها إلى قَعْرها يصل إلى 8,000 ميل ويبلغ عرضها 10,250 ميل، إلا أن البقعة تقلصت الآن إلى أصغر حجم تم قياسه، فاقدة نصف حجمها في غضون المئة عام الأخيرة.
تُشير ملاحظات هابل إلى أن البقعة الحمراء العظيمة، تصغر سنوياً بمقدار 580 ميل على طول محاورها الأساسية، كما أن شكلها يتغير من البيضاوي إلى الدائري، ومن المتوقع أنه على ذلك النحو، سيغدو شكلها دائرياً بالكامل في غضون أربع سنوات، بينما من الممكن أن يختفي هذا الإعصار تماماً أو يصبح أضخم، حيث أن هذا النوع من الأعاصير (حتى الأعاصير التي على الأرض ) من الصعب تصورها أو التنبؤ بها على وجه الدقة بسبب تعقيداتها.
وفي ملاحظات جديدة لهابل، تظهر دوامات صغيرة جداً تُغذي ذلك الإعصار. قامت سيمون وفريقها بالإشارة إلى أن تلك الدوامات، هي المسؤولة عن التغيير المفاجئ في الديناميكية الداخلية والطاقة للبقعة، وهم ينوون دراسة التحركات المستقبلية للدوامات الصغيرة، بالتزامن مع التحركات الداخلية للبقعة، لتحديد ما إذا كانت تلك الدوامات قادرة على تغذية أو اضعاف كمية الحركة الداخلة للدوامة المتقلبة، وما إذا كانت قادرة على المساهمة في تغيرات الحجم والشكل للبقعة الحمراء الهائلة.

## معرض صور

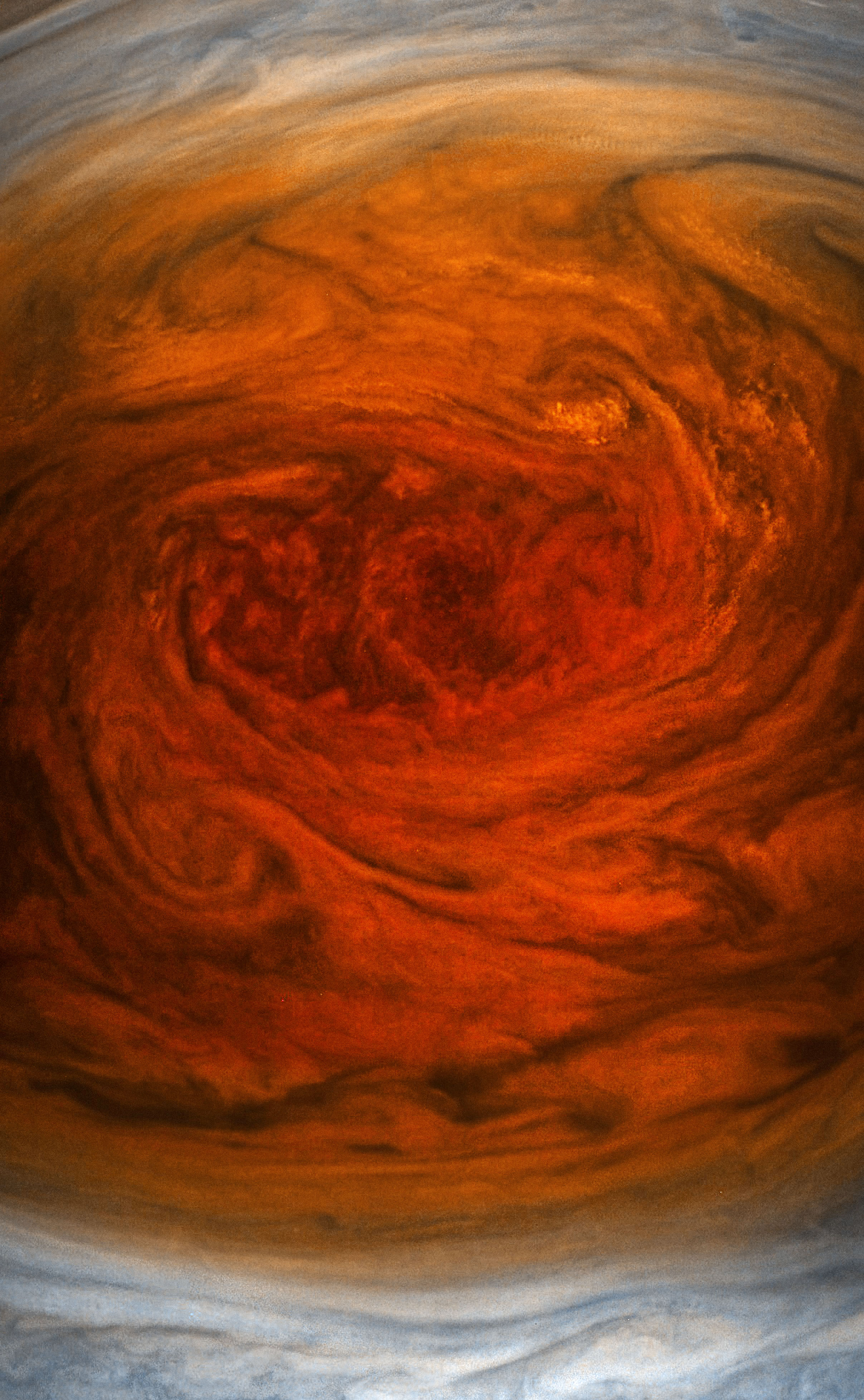